# Écos
Écos je francouzská obec v departementu Eure v regionu Normandie. V roce 2011 zde žilo 1 012 obyvatel. Je centrem kantonu Écos.

## Sousední obce
Berthenonville, Bus-Saint-Rémy, Civières, Dampsmesnil, Fourges, Fours-en-Vexin, Gasny, Heubécourt-Haricourt, Tilly

## Vývoj počtu obyvatel
Počet obyvatel 